# Valentin Pozaić

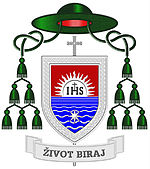
Bischofswappen Valentin Poziac

Valentin Pozaić SJ (* 15. September 1945 in Marija Bistrica, Jugoslawien, heute Kroatien; † 15. Mai 2023 in Zagreb) war ein kroatischer Ordensgeistlicher und römisch-katholischer Weihbischof in Zagreb.

## Leben
Valentin Pozaić besuchte die Grundschule in Selnica und Bedekovčina, das Priesterseminar und das erzbischöfliche Gymnasium in Zagreb. Pozaić trat während seiner gymnasialen Schulzeit in den Jesuitenorden ein.
Anschließend studierte er Katholische Theologie und Philosophie am Philosophisch-Theologischen Institut der Jesuiten in Zagreb. Am 24. Juni 1973 empfing er das Sakrament der Priesterweihe. Danach setzte Pozaić seine Studien in Rom an der Päpstlichen Universität Gregoriana im Fachgebiet der Moraltheologie fort und wurde 1984 zum Dr. theol. promoviert. Während seines Studiums in Rom war er von 1977 bis 1979 zudem Redakteur des kroatischsprachigen Radioprogramms bei Radio Vatikan.
Nach seiner Rückkehr 1984 übernahm Pozaić als Professor im Fachgebiet der Moraltheologie den Lehrauftrag am Philosophisch-Theologischen Institut der Jesuiten in Zagreb. Von 1990 bis 1994 lehrte Pozaić das Fachgebiet an der Päpstlichen Universität Gregoriana in Rom. Es folgte Pozaić’s Lehrauftrag im Fach Christliche Ethik am Institut der Jesuiten in Zagreb, wo er auch eine Lehranstalt für das Fachgebiet der Bioethik gründete. Diesbezüglich studierte er das Fach Bioethik am Joseph and Rose Kennedy Institute of Ethics in Washington, D.C., am Institute Linacre Centre for Health Care Ethics in London und am Instituto Borja de Bioetica in Barcelona.
Ab 1990 war Pozaić Mitarbeiter in der Kroatischen Bischofskonferenz mit dem Aufgabenschwerpunkt der Familienbetreuung und Glaubenslehre. Bei der kroatischen Vereinigung katholischer Ärzte war er als seelsorgerlicher Assistent tätig. Von 1994 bis 2000 war Pozaić Rektor des Jesuitenkollegs in Zagreb. Valentin Pozaić verfasste einige Fachartikel in Fachzeitschriften und veröffentlichte einige Bücher zur Moraltheologie.
Am 2. Februar 2005 ernannte ihn Papst Johannes Paul II. zum Titularbischof von Petina und zum Weihbischof im Erzbistum Zagreb. Die Bischofsweihe spendete ihm der Erzbischof von Zagreb, Josip Kardinal Bozanić, am 19. März desselben Jahres. Mitkonsekratoren waren die Zagreber Weihbischöfe Josip Mrzljak und Vlado Košić.
Papst Franziskus nahm am 13. Mai 2017 seinen vorzeitigen Rücktritt an.